# George Athequa
George Athequa bzw. George de Athequa auch George Attien O.P. († Februar 1537 in Llandaff, Königreich England) war römisch-katholischer Bischof von Llandaff.

## Bischof
George Athequa wurde am 11. Februar 1517 zum Bischof von Llandaff, in Wales gelegen, ernannt. Die feierliche Bischofsweihe erfolgte am 8. März 1517. Hauptkonsekrator war Bischof Charles Booth von Hereford aus England, als Mitkonsekratoren fungierten John Young, Titularbischof von Callipolis, und Francis Sexello OFM, Titularbischof von Castoria.
Bischof George Athequa absolvierte bis zu seinem Tod im Jahre 1537, ca. zwanzig Jahre lang, seinen Dienst als Bischof von Llandaff. Er wurde, bedingt durch die Englische Reformation, der letzte römisch-katholische Bischof der Diözese Llandaff.